# Pyongan del Nord
Pyongan del Nord (en coreà: 평안북도) és una província de Corea del Nord. La província es va formar en l'any 1896 en partir de la meitat nord de l'antiga província de Pyongan. La seva capital és Sinuiju. En l'any 2002, la Regió Administrativa Especial de Sinuiju va ser creada, prop de la ciutat de Sinuiju a l'oest de la província.

## Població i territori
Les xifres del cens de població realitzat l'any 2005 mostren que la província té una població formada per 2.400.595 persones. El territori ocupa 12.377 km² de superfície, i la densitat poblacional és de 193,96 habitants per quilòmetre quadrat.